# Elaphoglossum lorentzii
Elaphoglossum lorentzii là một loài thực vật có mạch trong họ Lomariopsidaceae. Loài này được (Hieron.) H. Christ mô tả khoa học đầu tiên năm 1899.